# Izbica Kujawska (plaats)
Izbica Kujawska is een stad in het Poolse woiwodschap Koejavië-Pommeren, gelegen in de powiat Włocławski. De oppervlakte bedraagt 2,26 km², het inwonertal 2808 (2005).